# Rosemary Butler
Rosemary Janet Mair Butler (née McGrath ; le 21 janvier 1943) est une femme politique britannique qui est présidente de l'Assemblée nationale du Pays de Galles de 2011 à 2016. Membre du Parti travailliste gallois, Butler est députée pour Newport West de 1999 à 2016.
Après avoir brièvement occupé le poste de secrétaire à l'Éducation au cours des deux premières années du gouvernement gallois, elle est élue vice-présidente en mai 2007. En mai 2011, Butler est élue présidente. Elle ne se représente pas aux élections à l’Assemblée lors des élections de 2016.

## Carrière
En 1971, Butler rejoint le Parti travailliste. Elle est élue au conseil municipal de Newport du quartier de Caerleon en 1973 et joue un rôle important dans les administrations travaillistes du conseil en tant que chef adjointe et maire de Newport en 1989-1990. 
Lors des premières élections législatives en 1999, Butler est choisie comme candidate travailliste pour Newport West et l'emporte. Elle est nommée secrétaire à l'Éducation : ministre de l'Enfance et de la Jeunesse (jusqu'à 16 ans) par Alun Michael, mais n'occupe ce poste qu'un an, le quittant en octobre 2000 lorsque le nouveau premier secrétaire (premier ministre), Rhodri Morgan, forme un gouvernement de coalition. Elle est présidente du comité de la culture, de la langue galloise et des sports de l'Assemblée et siège au panel des présidents. Elle dirige les activités du British Council au Senedd (qui abrite l'Assemblée) et représente également le Senedd au Comité européen des régions (CdR).
Le 9 mai 2007, Butler est choisie comme candidate du groupe travailliste au poste de vice-président, un poste vacant à la suite de la défaite du précédent titulaire et qui devait être occupé par un membre d'un parti différent de celui du président. Son élection par l'ensemble de l'Assemblée ne rencontre pas d'opposition. Butler est nommée deuxième président de l'Assemblée nationale du Pays de Galles le 11 mai 2011, après Dafydd Elis-Thomas.
Butler est nommée Dame Commandeur de l'Ordre de l'Empire britannique (DBE) lors des honneurs du Nouvel An 2014 pour services politiques et publics, en particulier aux femmes.